# قلعة أماج
قلعة أماج (بالفارسية: قلعه آماج، بالإنجليزية: Amaj Fort) ، قلعة تاريخية تقع في ناحية كوخرد في مقاطعة بستك في غرب محافظة هرمزگان في جنوب إيران.
القلعة تقع على الحدود الجنوبية لمدينة كوخرد، الواقعة على سهول المحاذية لنهر مهران من جهة الشمال.
ويعود تاريخ بناء قلعة آماج إلى عهد الساساني.
كانت القلعة مزود بفتحات لإطلاق النار على العدو في كل الاتجاهات وهو يقع على ارض منبسطة وتحيط به من جهة الجنوب البساتين والنخيل.
وكانت قلعة آماج محصنة بالمدافع والأبراج المنيعة، وهناك أيضا موضع آخر في جنوب قلعة آماج يسمى بند آماج وبند آماج هذا كان موضع لتجمع الجيوش.

## وصلات خارجية
- التقسيمات الادارية لمحافظة هرمزگان نسخة محفوظة 2 مارس 2012 على موقع واي باك مشين.